# Gouvernement Spaak I
Pour les articles homonymes, voir Gouvernement Spaak.
Royaume de Belgique
Janson Pierlot I
Le gouvernement Spaak I est un gouvernement belge composé de socialistes, de catholiques et de libéraux. Il gouverne du 15 mai 1938 au 21 février 1939.
À la suite de la chute du gouvernement Janson autour de querelles concernant un projet fiscal ciblant les plus aisés, le socialiste Paul-Henri Spaak est chargé de former un nouveau gouvernement. Celui-ci forme un gouvernement non pas en négociant avec les partis mais en allant directement chercher les candidats à un poste ministériel ; il n'y a par conséquent pas d'accord gouvernemental clair. 
Confronté à une nouvelle crise économique, le gouvernement ne parvient pas à définir une ligne économique claire, les aspirations des socialistes et des libéraux étant radicalement opposées ; le ministre libéral des Finances, Max-Léo Gérard, finit par être contraint à la démission. 
La guerre civile espagnole continue d'être un sujet de discorde entre socialistes et catholiques conservateurs. Spaak se retrouve contraint, contre son propre parti, de reconnaître le régime de Franco afin de conserver sa majorité, ce qui conduit à la démission d'Émile Vandervelde de la présidence du POB. 
Le gouvernement finit par tomber à la suite d'une polémique autour de la nomination d'Adriaan Martens, activiste condamné à mort mais finalement amnistié, à la tête de l'Académie flamande de médecine. Les libéraux dénoncent cette nomination et quittent le gouvernement. Spaak donne ensuite la démission de son gouvernement.

## Composition
| Ministère                                                                     | Nom                    | Parti            |
| ----------------------------------------------------------------------------- | ---------------------- | ---------------- |
| Premier ministre et ministre des Affaires étrangères                          | Paul-Henri Spaak       | Socialiste       |
| Ministre des Transports, de PTT et de l'INR                                   | Henri Marck            | Parti catholique |
| Ministre de l'Instruction publique                                            | Octave Dierckx         | Parti libéral    |
| Ministre de la Justice                                                        | Joseph Pholien         | Parti catholique |
| Ministre de l'Intérieur et de la Santé publique                               | Jules Joseph Merlot    | socialiste       |
| Ministre des Finances                                                         | Max-Léo Gérard         | Parti libéral    |
| Ministre de la Défense nationale                                              | Henri J. Denis         | technicien       |
| Ministre des Travaux publics et de la Résorption du chômage                   | August Balthazar       | Socialiste       |
| Ministre des Affaires économiques et des Classes moyennes et de l'Agriculture | Paul Heymans (nl)      | Parti catholique |
| Ministre du Travail et de la Prévoyance sociale                               | Achille Delattre       | Socialiste       |
| Ministre des Colonies                                                         | Albert de Vleeschauwer | Parti catholique |
| Ministre de la Santé publique                                                 | Émile Jennissen        | Libéral          |

## Remaniements
- le 6 décembre 1938, Max-Léo Gérard, ministre démissionnaire des finances, est remplacé par Albert-Édouard Janssen (Parti catholique).
- le 21 janvier 1939, Paul-Émile Janson (lib.) est nommé ministre des affaires étrangères, Georges Barnich (soc.), ministre des affaires économiques, et Charles d'Aspremont Lynden (cath.), ministre de l'agriculture. Émile Jennissen (lib.) est nommé ministre de la santé publique, Émile van Dievoet (cath.) est nommé ministre de la Justice en remplacement de Joseph Pholien démissionnaire.
- le 9 février 1939, les ministres libéraux démissionnent, ce qui provoque la chute du gouvernement.